# Ralph Bellamy
Ralph Rexford Bellamy (født 17. juni 1904, død 29. november 1991) var en amerikansk skuespiller, hvis karriere spændte 62 år på teater, film og tv. I løbet af sin karriere spillede han både hovedroller og biroller. Han blev nomineret til en Oscar for bedste mandlige birolle for Den frygtelige sandhed (1937).